# Franz-Ulrich Hartl
Franz-Ulrich Hartl (Essen, 10 de março de 1957) é um biologista celular alemão.

## Obras selecionadas
- Die Steuerung peroxisomaler Enzymaktivitäten durch Schilddrüsenhormon in der Leber der Ratte. Dissertation, Heidelberg 1985
- Topogenesis of Mitochondrial Proteins. Mechanisms of Sorting and Assembly of Proteins into the Mitochondrial Subcompartments. Habilitationsschrift, München 1990
- als Herausgeber: Protein Targeting to Mitochondria. JAI Press, Greenwich, Conn. [u.a.] 1996 (=Advances in molecular and cell biology, Band 17), ISBN 0-7623-0144-9
- F. U. Hartl: Molecular Chaperones in Cellular Protein Folding. In: Nature. Band 381, 1996, p. 571–580.
- F. U. Hartl und M. Hayer-Hartl: Molecular chaperones in the cytosol. From nascent chain to folded protein. In: Science. Volume 295, 2002, p. 1852–1858.

## Condecorações
- 2000 Prémio Wilhelm-Vaillant[1]
- 2002 Prêmio Gottfried Wilhelm Leibniz[2]
- 2004 Prêmio Internacional da Fundação Gairdner[3]
- 2005 Prêmio Ernst Jung de Medicina[4]
- 2006 Prêmio Körber de Ciência Europeia[5]
- 2007 Prêmio Wiley de Ciências Biomédicas[6]
- 2008 Prêmio Rosenstiel[7]
- 2008 Prêmio Louisa Gross Horwitz[8]
- 2009 Prémio Van Gysel[9]
- 2009 Medalha Otto Warburg[10]
- 2010 Prêmio de Bioquímica e Biofísica A.H. Heineken[11]
- 2011 Ordem do Mérito da República Federal da Alemanha.[12]
- 2011 Prêmio Albert Lasker de Pesquisa Médica Básica[13]
- 2011 Prêmio Massry com Arthur Horwich[14]
- 2011 Prêmio Heinrich Wieland[15]
- 2012 Prêmio Shaw de Biologia e Medicina, com Arthur Horwich[16]
- 2016 Prêmio Centro Médico Albany[17]
- 2016 Prêmio Ernst Schering[18]
- 2017 Medalha E.B. Wilson